# Otani Keishi
Keishi Otani (sinh ngày 17 tháng 4 năm 1983) là một cầu thủ bóng đá người Nhật Bản.

## Sự nghiệp câu lạc bộ
Keishi Otani đã từng chơi cho FC Tokyo và Thespa Kusatsu.